# BMW Welt
BMW Welt (Monde BMW en français, BMW World en anglais) est un centre d'exposition / showroom du groupe BMW, à Munich en Bavière en Allemagne. Inauguré en 2007 sur le site industriel historique de la marque, voisin des tour BMW, musée BMW, et Parc olympique de Munich, le constructeur bavarois y expose ses modèles commercialisés BMW, Mini, Rolls-Royce, et ses innovations.

## Historique
Après avoir construit les Tour BMW et musée BMW en même temps que le Parc olympique de Munich pour les Jeux olympiques d'été de 1972, sur le site historique de BMW fondé entre 1911 et 1917 par Gustav Otto et Karl Rapp, ce centre d'exposition est construit initialement pour la Coupe du monde de football 2006 en Allemagne (les travaux débutent en 2003, pour être finalement inauguré le 17 octobre 2007).

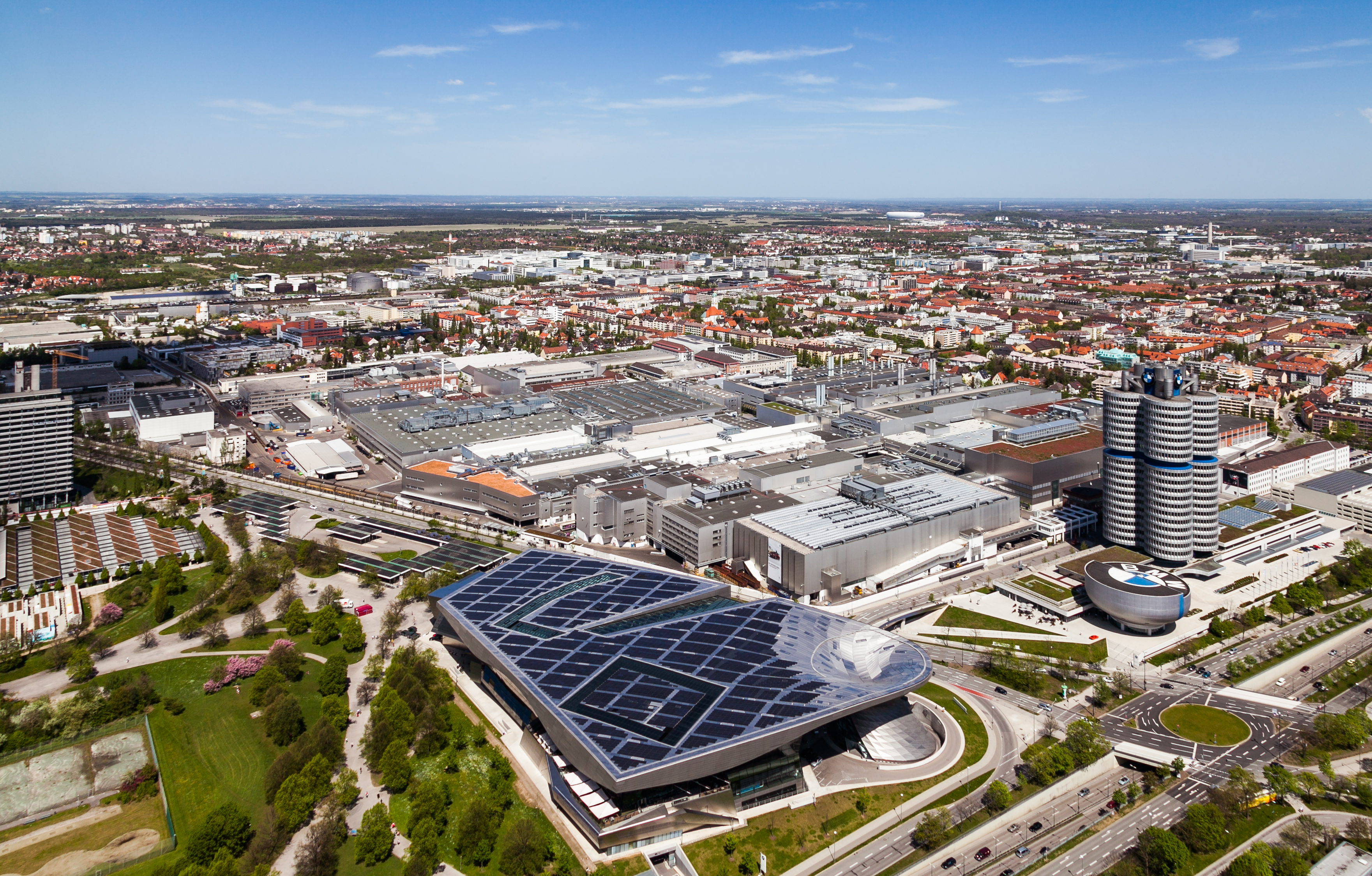
Site industriel BMW historique, BMW Welt, Tour BMW, et Musée BMW
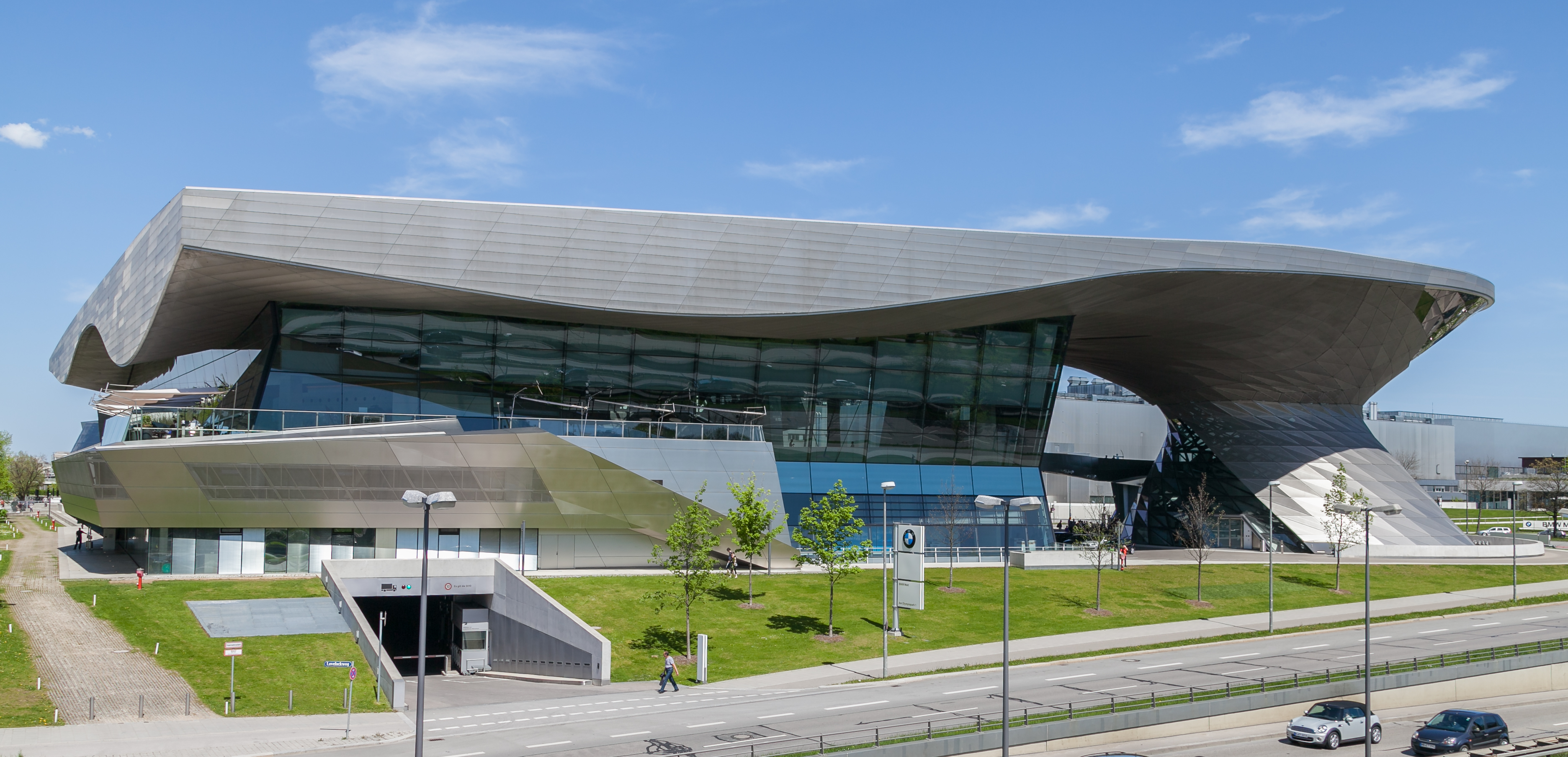
BMW Welt
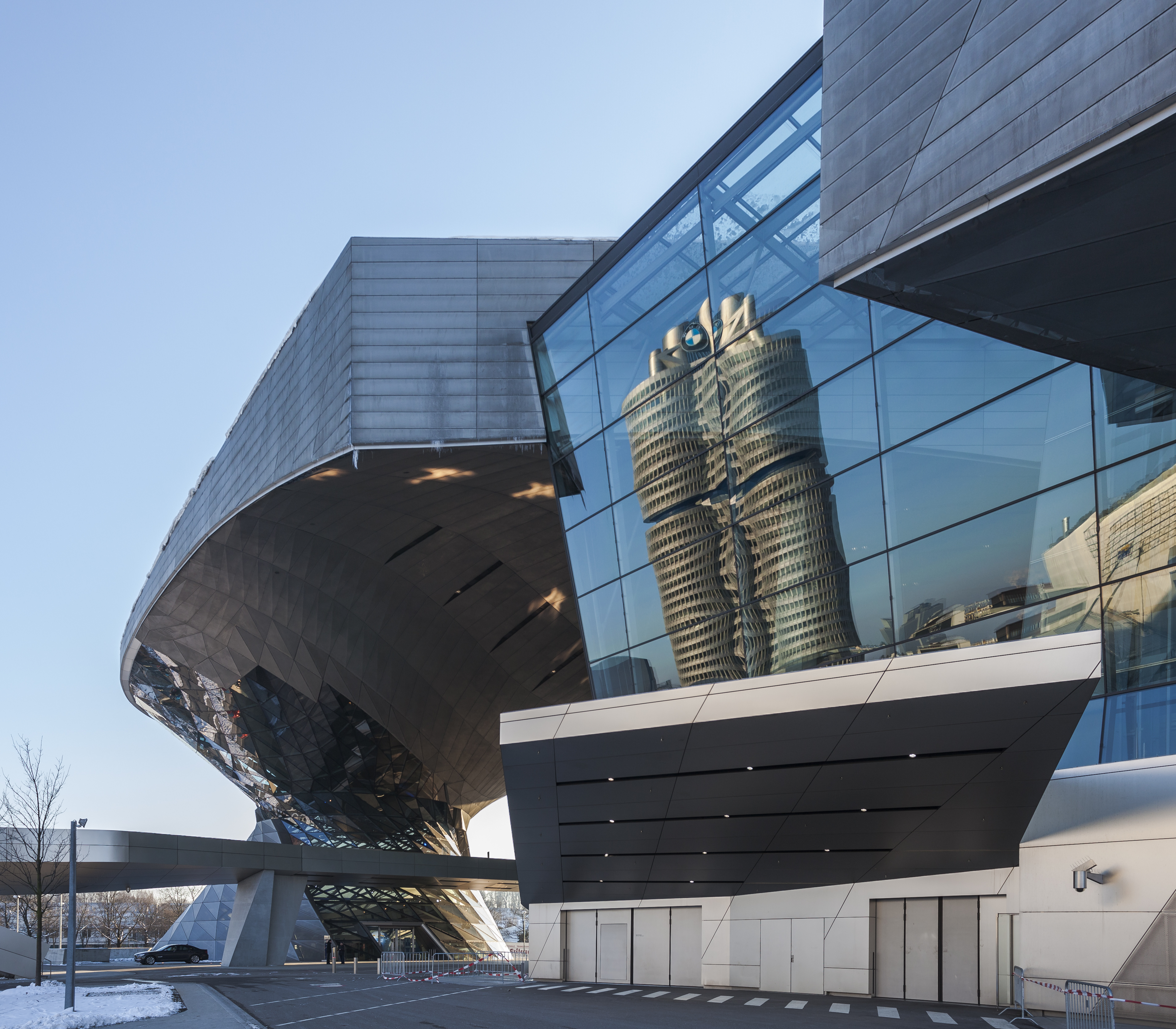
Vue de côté

## Architecture
Ce bâtiment en forme de nuage ultra design de style architecture moderne / déconstructivisme, est conçu et réalisé par le cabinet d'architecte Coop Himmelb(l)au de Vienne en Autriche, pour un coût annoncé de 500 millions € / 200 millions de dollars.

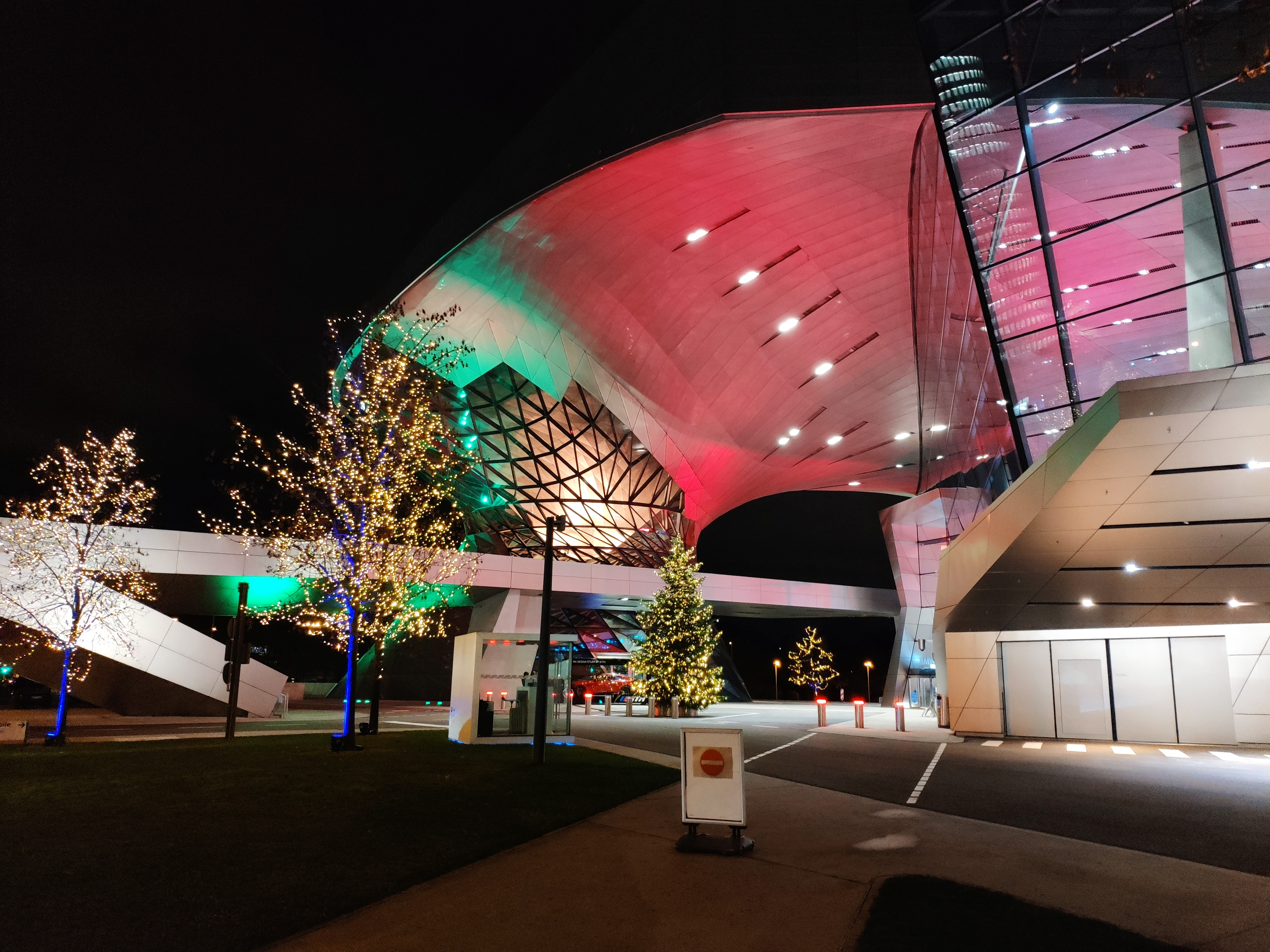
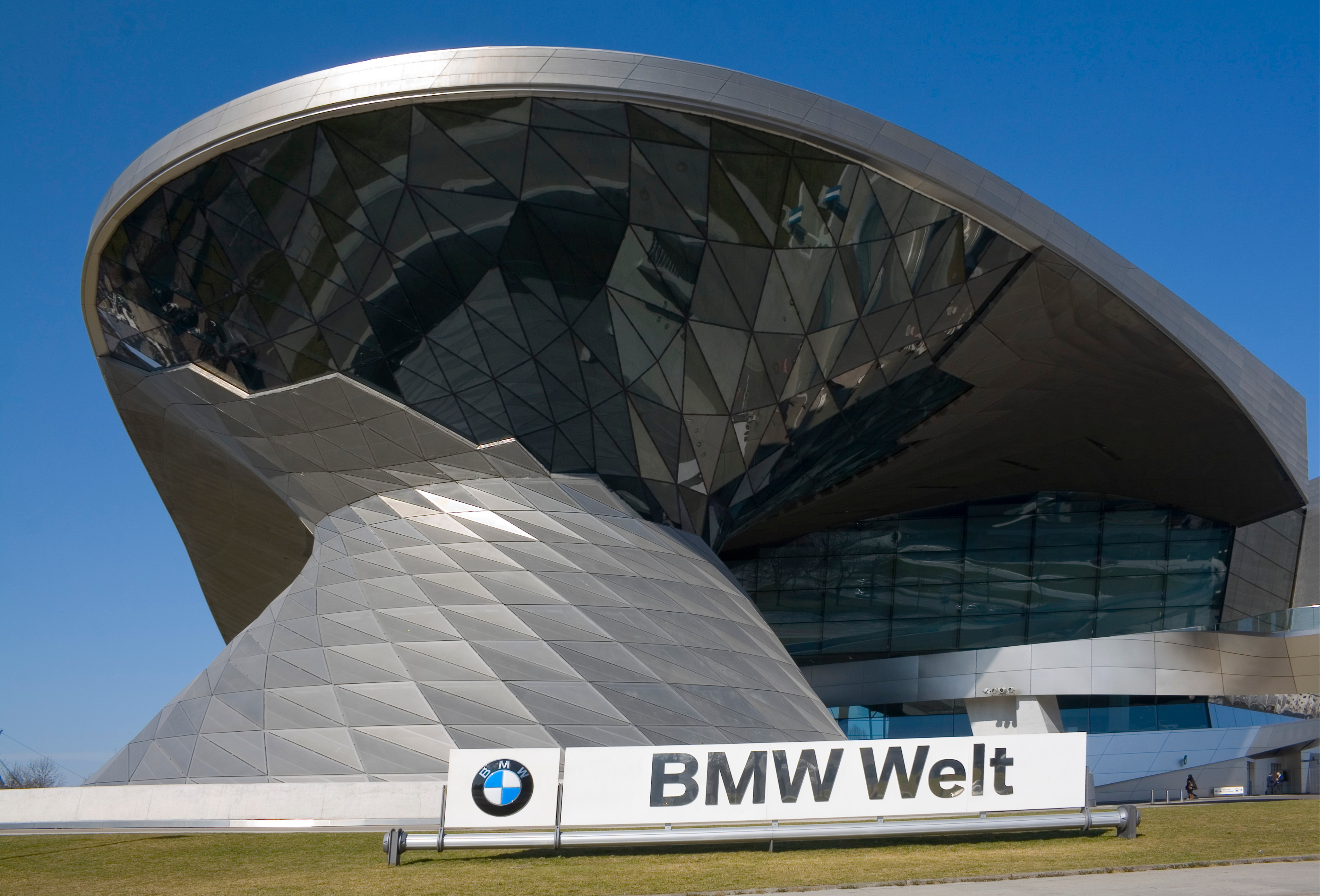
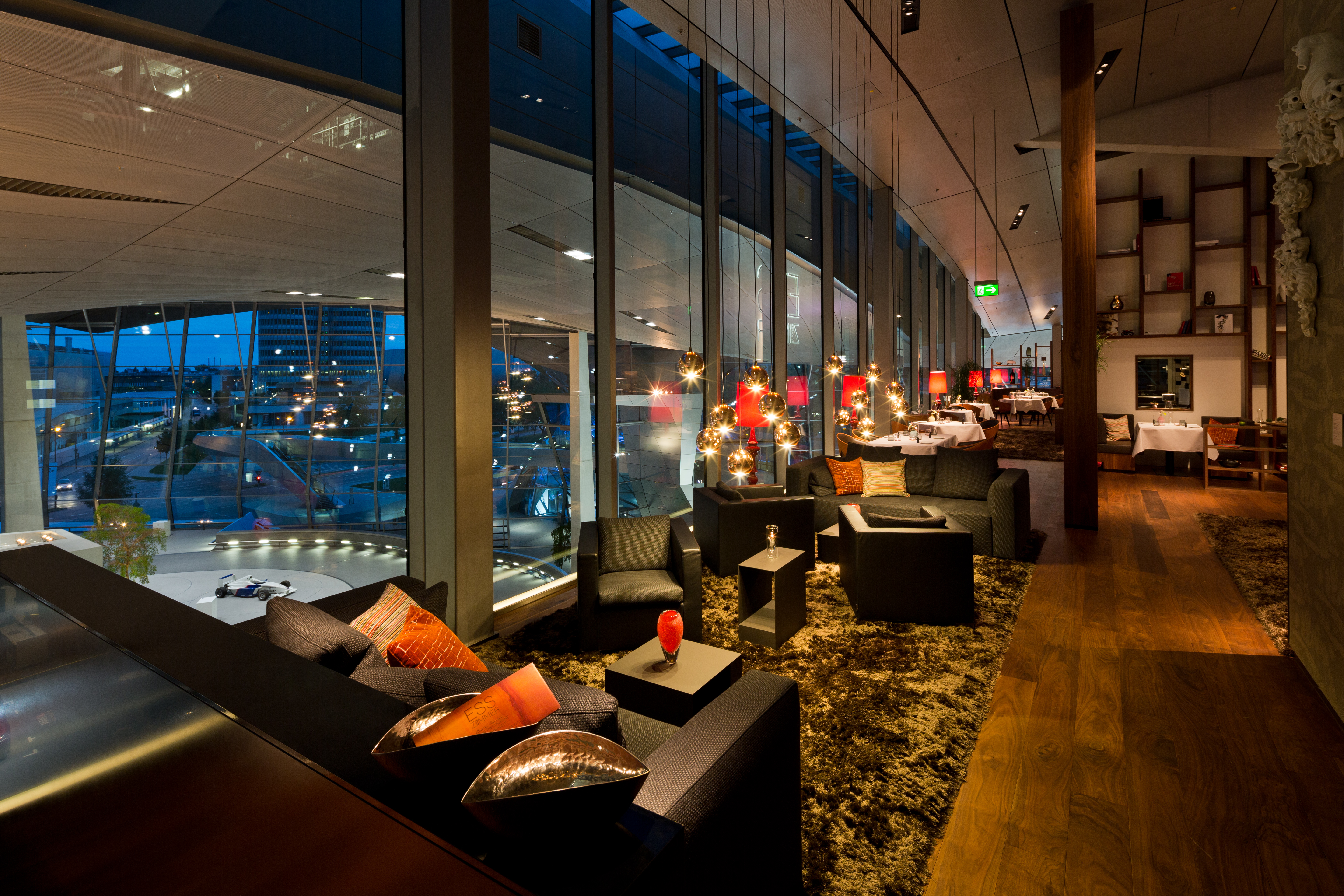
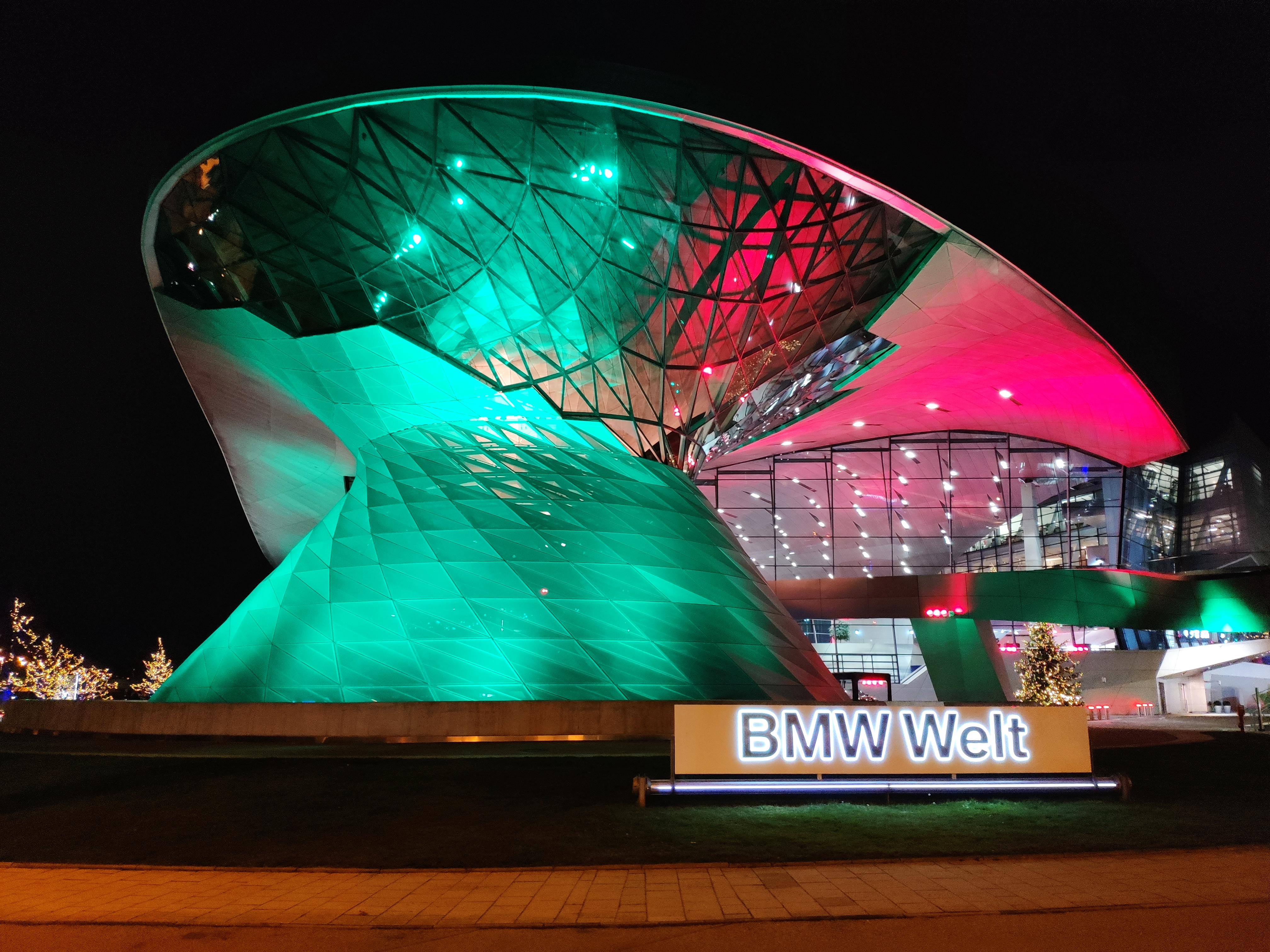

La surface du toit est de 73 000 m², pour un volume de 530 000 m³, 180 m de long, 130 m de large, 28 m de haut, pour 400 000 tonnes de matériaux, dont 15 000 m² de panneaux de verre sur les façades vitrées, et un toit solaire de 8000 m², composé de 3660 panneaux solaires photovoltaïques, pour une puissance électrique de 800 kW.
Ce lieu, associé au Musée BMW voisin, est un des lieux les plus visités de Bavière, avec près de 2,5 millions de visiteurs annuels.